# Клаудіо Тарокко
Клаудіо Тарокко (італ. Claudio Tarocco, нар. 7 квітня 1956, Ронкоферраро) — італійський футболіст, що грав на позиції воротаря.
Виступав, зокрема, за клуб «Дженоа», а також молодіжну збірну Італії.

## Клубна кар'єра
Народився 7 квітня 1956 року в місті Ронкоферраро. Вихованець футбольної школи клубу «Мантова». Дорослу футбольну кар'єру розпочав 1974 року в основній команді того ж клубу. У складі «Мантови» у сезоні 1975/76 років виступав у Серії C. У клубі провів два сезони, взявши участь у 33 матчах чемпіонату.
Своєю грою за цю команду привернув увагу представників тренерського штабу клубу «Дженоа», до складу якого приєднався 1976 року. Відіграв за генуезький клуб наступні два сезони своєї ігрової кар'єри. Демонстрував непоганий футбол, будучи другим воротарем у команді (основним був Сержіо Жерарді). У дебютному за свою нову команду сезоні зіграв 5 матчів, дебютував у Серії А 10 квітня 1977 року в матчі Генуя-Мілан (1-0), у другому сезоні зіграв у червоно-синій футболці 7 матчів.
Влітку 1978 року перейшов до «Кремонезе» з новоствореної Серії C1, в якому був дублером Енріко Піонетті. Пізніше захищав кольори «Беневенто», «Ріміні» та «Реджина». Завершив професійну кар'єру гравця у клубі «Сіракуза», за команду якого виступав протягом 1986—1987 років.

## Виступи за збірну
Протягом 1976–1978 років, коли Клаудіо захищав кольори «Дженоа», залучався до складу молодіжної збірної Італії. Загалом до табору збірної викликався 8 разів, але на поле не виходив жодного разу, програючи конкуренцію на два роки молодшому Джованні Галлі, який попри це вже був на той час основним голкіпером «Фіорентіни».